# 1923年保加利亚政变
1923年保加利亚政变，又称六九政变，政变发生于1923年6月9日晚，由伊凡·瓦尔科夫将军领导的军事联盟武装力量在保加利亚实施。政变后得到保加利亚沙皇鲍里斯三世颁布法令勉强得以合法化，政变推翻了由亚历山大·斯塔姆博利伊斯基领导的保加利亚农民联盟领导的民选政府，并将其替换为由亚历山大·赞科夫领导的新政府。